# طرف دیگر
طرف دیگر (انگلیسی: The Other Side) نام یک فیلم آمریکایی ساخته گرگ بیشاپ می باشد که در سال 2007 منتشر شد. از بازیگران این فیلم می توان به جیمی الکساندر و بلیر ردفورد اشاره کرد 